# Vénus noire
Vénus noire, (en español La venus negra), es una película francesa de drama histórico de 2009, dirigida por Abdellatif Kechiche y basada en la vida de Sara Baartman, una mujer esclavizada africana, quien fue exhibida en Europa como fenómeno de circo.

## Sinopsis
La historia comienza en 1817 en la Real Academia de Medicina de París, con esta frase: «Jamás hemos visto cabeza humana más parecida a la de un mono», siendo las palabras del anatomista Georges Cuvier ante el molde del cuerpo de Sara Baartman. Dos aspectos importantantes para los anatomistas que la deshumanizaron fueron la forma de sus genitales y el hecho de que, las mujeres de la tribu de Sara Baartman, presentaban un crecimiento unusual en el área de los glúteos después de parir. Siete años antes, Sara dejaba Sudáfrica con su amo Caezar, y exponía su cuerpo enjaulado al público londinense en las ferias de monstruos. Libre y esclavizada a la vez, la “Venus Hotentote” se convirtió en el icono de los bajos fondos para acabar sacrificada al espejismo de la "prosperidad" colonialista.

## Reparto
- Yahima Torres como Sara Baartman.
- Olivier Gourmet como Reàux.
- Andre Jacobs como Hendrick Caezar.
- Elina Löwensohn como Jeanne.
- François Marthouret como Georges Cuvier.
- Michel Gionti como Jean Baptiste Berré.
- Jean-Christophe Bouvet como Charles Mercailler.
- Jean-Jacques Moreau como Henri Marie Ducrotay de Blainville.
- Christian Erickson como Edward Law.
- Nigel Hollidge como Maitre Gazely.
- Paul Bandey como procurador general.
- Philip Schurer como Peter van Wageninge.
- Robert Dauney como Thomas Gisborne Babington.
- Natania van Heerden como Leslie Stanzler.
- Violanie Gillbert como Geraldine Rivière.
- Olivier Lostau como Le hussard.
- Gilles Matheron como Théobald de Méry.
- Ralph Amoussou como Harry.
- Alix Serman como Matthew.